# Richmond Raceway

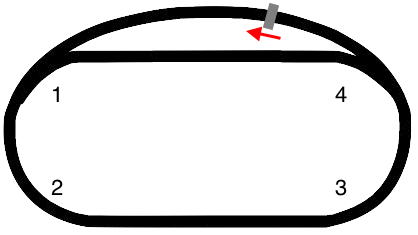
Mapa del óvalo de Richmond.

Richmond Raceway es un óvalo ubicado en Richmond, Virginia, Estados Unidos. Fue inaugurado en 1946 como un óvalo de tierra de 0,5 millas (800 metros) de extensión. Más tarde, la pista fue asfaltada, y en 1988 fue alargada a 0,75 millas (1.200 metros). Las carreras en Richmond se corren habitualmente de noche con luz artificial. Desde 1999, el circuito es propiedad de International Speedway Corporation.
La primera carrera de la NASCAR Cup Series en Richmond se disputó en 1953. El campeonato volvió en 1955, y a partir de 1959 se han corrido dos carreras por año. Desde 2004 hasta 2017, la segunda carrera en Richmond fue la última previo a la Caza por la Copa, siendo a partir de la temporada 2018 parte de los playoffs. La primera carrera de la NASCAR Xfinity Series fue en 1977, y se añadió una segunda fecha en 1982. La NASCAR Truck Series corrió en Richmond anualmente desde su temporada inaugural en 1995 hasta 2005, y luego nuevamente en 2020. La IndyCar Series visitó Richmond a fines de junio desde el año 2001 hasta 2009: inicialmente con una carrera de apenas 187,5 millas (300 km) de duración, y a partir de 2008 de 225 millas (360 km).

## Ganadores recientes

### NASCAR
| Año  | Cup Series (mayo)  | Cup Series (mayo) | Cup Series (septiembre) | Cup Series (septiembre) | Busch Series (mayo) | Busch Series (septiembre)        | Truck Series         |
| ---- | ------------------ | ----------------- | ----------------------- | ----------------------- | ------------------- | -------------------------------- | -------------------- |
| 1990 | Mark Martin        | Ford              | Dale Earnhardt          | Chevrolet               | Michael Waltrip     | Rick Mast                        | -                    |
| 1991 | Dale Earnhardt     | Chevrolet         | Harry Gant              | Oldsmobile              | Harry Gant          | Harry Gant                       | -                    |
| 1992 | Bill Elliott       | Ford              | Rusty Wallace           | Pontiac                 | Harry Gant          | Robert Pressley                  | -                    |
| 1993 | Davey Allison      | Ford              | Rusty Wallace           | Pontiac                 | Mark Martin         | Mark Martin                      | -                    |
| 1994 | Ernie Irvan        | Ford              | Terry Labonte           | Chevrolet               | Joe Nemechek        | Kenny Wallace                    | -                    |
| 1995 | Terry Labonte      | Chevrolet         | Rusty Wallace           | Ford                    | Kenny Wallace       | Dale Jarrett                     | Terry Labonte        |
| 1996 | Jeff Gordon        | Chevrolet         | Ernie Irvan             | Ford                    | Jeff Purvis         | Kenny Wallace                    | Mike Skinner         |
| 1997 | Rusty Wallace      | Ford              | Dale Jarrett            | Ford                    | Mark Martin         | Steve Park                       | Bob Keselowski       |
| 1998 | Terry Labonte      | Chevrolet         | Jeff Burton             | Ford                    | Jeff Burton         | Dale Earnhardt Jr.               | Jack Sprague         |
| 1999 | Dale Jarrett       | Ford              | Tony Stewart            | Pontiac                 | Mark Martin         | Dale Earnhardt Jr.               | Greg Biffle          |
| 2000 | Dale Earnhardt Jr. | Chevrolet         | Jeff Gordon             | Chevrolet               | Jeff Green          | Jeff Burton                      | Rick Carelli         |
| 2001 | Tony Stewart       | Pontiac           | Ricky Rudd              | Ford                    | Jimmy Spencer       | Jimmy Spencer                    | Jack Sprague         |
| 2002 | Tony Stewart       | Pontiac           | Matt Kenseth            | Ford                    | Jason Keller        | Dale Earnhardt Jr.               | Tony Stewart         |
| 2003 | Joe Nemechek       | Chevrolet         | Ryan Newman             | Dodge                   | Kevin Harvick       | Johnny Sauter                    | Tony Stewart         |
| 2004 | Dale Earnhardt Jr. | Chevrolet         | Jeremy Mayfield         | Dodge                   | Kyle Busch          | Robby Gordon                     | Ted Musgrave         |
| 2005 | Kasey Kahne        | Dodge             | Kurt Busch              | Ford                    | Carl Edwards        | Kevin Harvick                    | Mike Skinner         |
| 2006 | Dale Earnhardt Jr. | Chevrolet         | Kevin Harvick           | Chevrolet               | Kevin Harvick       | Kevin Harvick                    | -                    |
| 2007 | Jimmie Johnson     | Chevrolet         | Jimmie Johnson          | Chevrolet               | Clint Bowyer        | Kyle Busch                       | -                    |
| 2008 | Clint Bowyer       | Chevrolet         | Jimmie Johnson          | Chevrolet               | Denny Hamlin        | Carl Edwards                     | -                    |
| 2009 | Kyle Busch         | Toyota            | Denny Hamlin            | Toyota                  | Kyle Busch          | Carl Edwards                     | -                    |
| 2010 | Kyle Busch         | Toyota            | Denny Hamlin            | Toyota                  | Brad Keselowski     | Kevin Harvick                    | -                    |
| 2011 | Kyle Busch         | Toyota            | Kevin Harvick           | Chevrolet               | Denny Hamlin        | Kyle Busch                       | -                    |
| 2012 | Kyle Busch         | Toyota            | Clint Bowyer            | Toyota                  | Kurt Busch          | Kevin Harvick                    | -                    |
| 2013 | Brad Keselowski    | Ford              | Carl Edwards            | Ford                    | Kevin Harvick       | Brad Keselowski                  | -                    |
| 2014 | Joey Logano        | Ford              | Brad Keselowski         | Ford                    | Kevin Harvick       | Kyle Busch                       | -                    |
| 2015 | Kurt Busch         | Chevrolet         | Matt Kenseth            | Toyota                  | Denny Hamlin        | Chase Elliott                    | -                    |
| 2016 | Carl Edwards       | Toyota            | Denny Hamlin            | Toyota                  | Dale Earhardt Jr.   | Kyle Busch                       | -                    |
| 2017 | Joey Logano        | Ford              | Kyle Larson             | Chevrolet               | Kyle Larson         | Brad Keselowski                  | -                    |
| 2018 | Kyle Busch         | Toyota            | Kyle Busch              | Toyota                  | Christopher Bell    | Christopher Bell                 | -                    |
| 2019 | Martin Truex Jr.   | Toyota            | Martin Truex Jr.        | Toyota                  | Cole Custer         | Christopher Bell                 | -                    |
| 2020 | -                  | -                 | Brad Keselowski         | Ford                    | -                   | Justin Allgaier (ambas carreras) | Grant Enfinger       |
| 2021 | Alex Bowman        | Chevrolet         | Martin Truex Jr.        | Toyota                  | -                   | Noah Gragson                     | John Hunter Nemechek |

### IndyCar Series
| Año  | Piloto            | Automóvil          | Equipo         |
| ---- | ----------------- | ------------------ | -------------- |
| 2001 | Buddy Lazier      | Dallara Oldsmobile | Hemelgarn      |
| 2002 | Sam Hornish Jr.   | Dallara Chevrolet  | Panther        |
| 2003 | Scott Dixon       | G-Force Toyota     | Ganassi        |
| 2004 | Dan Wheldon       | Dallara Honda      | Andretti Green |
| 2005 | Hélio Castroneves | Dallara Toyota     | Penske         |
| 2006 | Sam Hornish Jr.   | Dallara Honda      | Penske         |
| 2007 | Dario Franchitti  | Dallara Honda      | Andretti Green |
| 2008 | Tony Kanaan       | Dallara Honda      | Andretti Green |
| 2009 | Scott Dixon       | Dallara Honda      | Ganassi        |